# Philippe Entremont
Philippe Entremont   (Reims, 7 de juny de 1934) és un pianista i director d'orquestra clàssic francès. Entre els seus enregistraments com a pianista hi ha concerts de Txaikovski, Maurice Ravel, Rakhmàninov, Saint-Saëns i altres.

## Adolescència
Philippe Entremont va néixer a Reims de pares músics, la mare era pianista del Gran Premi i el pare director d'òpera. Philippe va rebre per primera vegada classes de piano de la seva mare als sis anys. El seu pare el va introduir en el món de la música de cambra i orquestral.
Va estudiar a París amb Marguerite Long i va ingressar al Conservatori de París. Va guanyar premis de lectura a la vista als dotze anys, música de cambra als catorze anys i piano als quinze anys. Va guanyar el premi del concurs internacional Long-Thibaud als setze anys.

## Carrera
Va guanyar un premi al concurs de música Reina Elisabeth de 1952 i després va començar una carrera de concerts de piano. Al cap de cinc anys va ser aclamat com una nova i important veu del pianisme europeu. Va obtenir més reconeixement a través de gires per Amèrica del Sud i els Estats Units; organitzat per la National Music League i les Jeunesses Musicales International el 1953 i el 1955. Eugene Ormandy li va fer una audició el 1954 i el va contractar de seguida per al seu debut amb l'Orquestra de Filadèlfia, que va tenir lloc el novembre de 1956. Els primers enregistraments pel segell Columbia amb Ormandy (devers 1957-1958), publicats a Europa per Philips Records (per exemple, Rapsòdia sobre un tema de Paganini de Rakhmàninov) preserven l'estat d'ànim que va assistir als seus debuts europeus. El seu enregistrament del Concert per a piano núm. 2 de Rakhmàninov amb Leonard Bernstein per Columbia aleshores es va considerar una lectura extraordinària. També va enregistrar el Concert per a piano núm. 1 de Txaikovski, amb els mateixos intèrprets.
Va gravar el Primer i el Quart Concert de Rakhmàninov amb Ormandy i l'Orquestra de Filadèlfia. També cal destacar els Concerts núm. 2 i 4 de Saint-Saëns amb Ormandy. Entremont va actuar tant com a pianista i com a director d'orquestra (dirigint des del teclat) el 1968 en una publicació discogràfica de Columbia en què tocava els concerts de piano núm. 13 i 17 de Mozart i dirigia el Collegium Musicum de París. També ha enregistrat moltes de les cançons de Friedrich Kuhlau.
Entremont va ser director de la Simfònica de Nova Orleans del 1980 al 1986. Va exercir a la Denver Symphony Orchestra com a director principal del 1986 al 1988 i director musical del 1988 al 1989. Entremont també ha estat director principal de l'Orquestra de Cambra de Viena, i ara n'és el director d'orquestra. També ostenta el mateix títol amb l'Israel Chamber Orchestra. Entremont va fundar el Biennal Festival de Música de Santo Domingo el 1997. Des del 2002 és director principal convidat de la Shanghai Broadcasting Symphony Orchestra de la Xina.
Durant la temporada 2005-2006, Entremont va dirigir l'Orquestra Simfònica de Múnic com a director i pianista de la gira de debut de l'orquestra als Estats Units. El setembre de 2007, Entremont va tornar a Nova Orleans com a solista per obrir la segona temporada de l'Orquestra Filharmònica de Louisiana després del Katrina amb el Concert per a piano en sol major de Maurice Ravel.